# Руни, Адам
А́дам Ру́ни (англ. Adam Rooney; род. 21 апреля 1988, Дублин) — ирландский футболист, нападающий и играющий тренер клуба «Херефорд».

## Клубная карьера

### «Сток Сити»
Адам Руни подписал контракт со «Сток Сити» летом 2005 года. Свой первый сезон в «Сток Сити» Руни начал как игрок резерва команды, а уже потом дебютировал в основе, выйдя на замену во втором тайме в матче Кубка Англии против команды «Тамуэрт». Первый гол в составе «Стока» Руни забил 17 апреля 2006 года «Редингу». В этом же сезоне Руни оформил хэт-трик в ворота «Брайтона», став при этом самым молодым игроком в истории «Сток Сити», оформившим хэт-трик (до этого им являлся Стэнли Мэтьюз).

### Переходы по аренде
16 марта 2007 года стало известно, что Руни на правах аренды перешёл в «Йовил Таун» на месяц. Позже аренда была продлена до конца сезона. 9 мая 2007 года Руни вернулся в расположение «Сток Сити».
В августе того же года Руни перешёл в «Честерфилд», вновь на правах аренды, за «Честерфилд» Руни провёл 22 матча и забил 6 мячей.
В 2008 году Адам Руни был отдан в аренду в «Бери», за который провёл 16 матчей.

### «Инвернесс Каледониан Тисл»
19 июля 2008 года стало известно, что Руни присоединился к шотландской команде «Инвернесс Каледониан Тисл», подписав с ними трёхлетний контракт. Руни забил свой первый гол за «Инвернесс» в матче против клуба «Сент-Миррен», который закончился со счётом 2:1 в пользу «святых». В сезоне 2009/10 он был награждён «Айрн-Брю» как «Феноменальный игрок года». Он был лучшим бомбардиром Первого дивизиона с 24 голами, в последнем матче Адам Руни забил «Данди», ближайшему по очкам сопернику «Инвернесса», но этот матч уже ничего не решал для обеих команд. После игры команды были награждены, а «Инвернесс», выиграв золотые медали, перешёл в Премьер-лигу.
Во время зимнего трансферного окна 2010/11 в «Инвернесс» пришло официальное предложение о покупке Адама Руни от «Кубани», предлагавшей за него 100 тысяч фунтов, но руководство «Инвернесса» отклонило предложение «Кубани», посчитав эту сумму недостаточной.

### «Бирмингем Сити»
По окончании своего контракта с «Инвернессом» Руни подписал двухлетний контракт с командой английского ЧФЛ «Бирмингем Сити».

## Карьера в сборной
В 2005 году Руни выступал за юношескую сборную Ирландии (до 18 лет) на «Европейском Молодёжном Олимпийском Фестивале» в Линьяно-Саббьядоро. Руни показывал хорошие результаты на протяжении всего турнира и его команда завоевала бронзовые медали. 14 мая 2007 года Руни отметился хэт-триком за ирландскую сборную (до 19 лет) в ворота сборной Болгарии на отборочном этапе чемпионата Европы по футболу среди юношей до 19 лет 2007 года.

## Достижения
Сборная Ирландии (до 18 лет)
- Бронзовая медаль на «Европейском Молодёжном Олимпийском Фестивале»

«Инвернесс Каледониан Тисл»:
- Первое место в Первом дивизионе Шотландии: 2009/10

## Личная жизнь
Адам — младший брат Марка Руни, который тоже является футболистом.